# 猿猴河
猿猴河（Apies River）是流經南非普利托里亞的河流，河口在城市南部。